# Goran Adamović
Goran Adamović (in serbo Горан Адамовић?; Valjevo, 24 aprile 1987) è un allenatore di calcio ed ex calciatore serbo, di ruolo difensore, tecnico del Mqabba.

## Palmarès

### Club

#### Competizioni nazionali
- Coppa del Montenegro: 1

Mladost Podgorica: 2014-2015